# 1932
1932 (MCMXXXII) var ett skottår som började en fredag i den gregorianska kalendern.

## Händelser

### Januari
- 4 januari – En sketch i Karl Gerhards nyårsrevy förbjuds efter protest till svenska Utrikesdepartementet från Frankrikes minister i Stockholm där "Fru Marianne" (Frankrike) framställs som bordellmamma [1].
- 8 januari – Ärkebiskopen av Canterbury förbjuder den anglikanska kyrkan att viga frånskilda [2]
- 22 januari – De svenska nationalsocialisternas har första större offentliga möte i Stockholm, DN beskriver ledaren Birger Furugård som "styv agitator" [1]. 6 000 människor kommer till Hötorget och lyssnar [3].
- 27 januari – Kreugerkoncernen köper aktiemajoriteten i Bolidens gruvaktiebolag [4].
- 31 januari – Japanska krigsfartyg beskjuter Shanghai [5].

### Februari
- Februari
  - Avgörande slag mellan Japan och Kina avbryts då de kinesiska soldaterna drar sig tillbaka, och fredssamtal påbörjas [3].
  - Vasaloppet ställs in på grund av snöbrist [2].
- 1 februari – Ivar Kreuger utställer i New York en check på 50.000 kronor.
- 4 februari – De 3:e olympiska vinterspelen invigs Lake Placid med deltagare från 17 länder [2] och pågår fram till 15 februari.
- 13 februari – Kreugers check löses in på Svenska handelsbanken av en viss "Carl Ekman" (statsminister Carl Gustaf Ekman).
- 15 februari – Arbetslösheten i Tyskland uppgår till 6 127 000 människor [2].
- 17 februari – Svenska Röda Korset startar insamlingar för nödlidande i Sverige [4].
- 18 februari – Manchuriet, ockuperat av japanska soldater, utropas till självständig stat och stridigheterna mellan Japan och Kina upphör [2].
- 22 februari – Hanna Anderssons påträffas död i en kvarndamm i Esarps socken i Skåne. Hennes man, Nils Andersson anklagas och det blir ett uppmärksammat rättsfall, det så kallade Esarpsmålet.
- 25 februari – Adolf Hitler blir tysk medborgare [5].
- 27 februari – Lapporörelsen iscensätter det så kallade Mäntsäläupproret i Finland.
- 29 februari – Sveriges Grand Prix 1932 körs vid sjön Rämen i Dalarna med den helt otippade Västeråsaren Olle Bennström som segrare.

### Mars

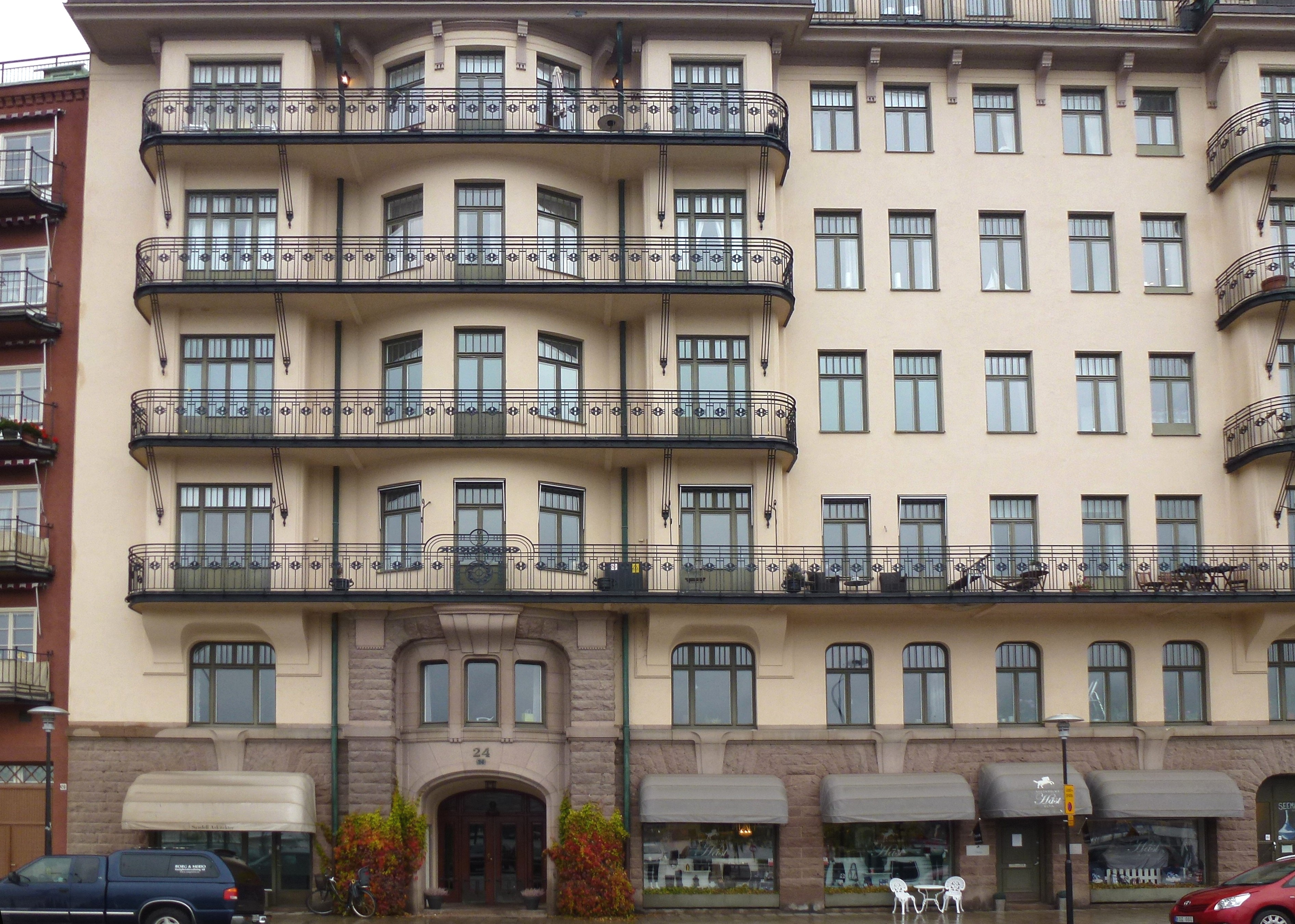
von Sydowska morden

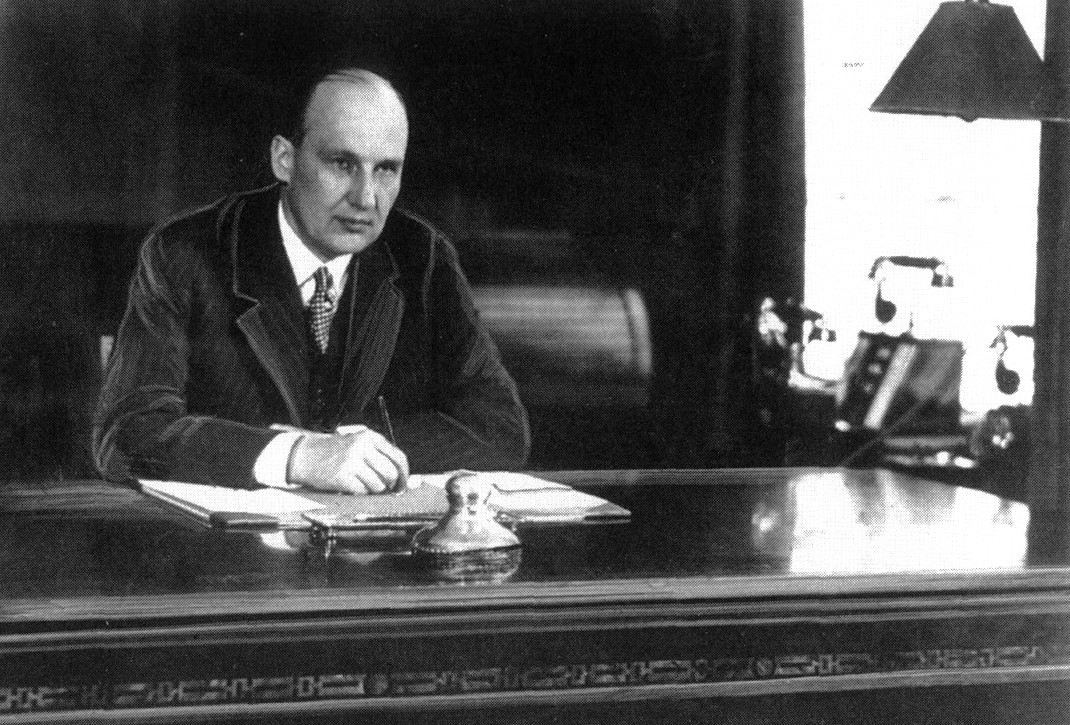
Kreugerkraschen

- 2 mars – Flygaren Charles Lindberghs 18 månader gamla son kidnappas från sitt sovrum, och hittas mördad drygt två månader senare.[3]
- 6 mars
  - Lapporörelsen gör ett misslyckat kuppförsök i Finland.[2]
  - IF Göta vinner svenska mästerskapsfinalen i bandy mot Västerås SK med 3-2 (2-0).
- 7 mars – Fredrik von Sydow mördar sin far, politikern Hjalmar von Sydow, samt familjens hushållerska Karolina Herou och jungfru Ebba Hamn i hemmet på Norr Mälarstrand. Innan polisen kan gripa mördaren skjuter han sin fru och sedan sig själv på restaurang Gillet i Uppsala. Något motiv till de så kallade "von Sydowska morden" har aldrig framkommit.
- 12 mars – Den 52-årige svenske finansmannen Ivar Kreuger hittas skjuten i sin lägenhet i Paris, och självmord befaras [2]. Detta och de ekonomiska svårigheter som följer på det kallas "Kreugerkraschen".
- 22 mars – Arbetslösheten i Sverige beräknas till 100 000, och 40 000 svenska socialister demonstrerar mot arbetslösheten under parollen "Massorna hungriga – vad göra statsmakterna?".[1]

### April
- 2 april – Örebro konserthus invigs av Prins Eugen.
- 3 april – IAAF möts i Berlin och diskvalificerar finländske långdistanslöparen Paavo Nurmi på livstid för brott mot amatörbestämmelserna [2].
- 10 april – Fältmarskalk Paul von Hindenburg vinner tyska presidentvalet.

### Maj
- 4 maj – Committe of Experts on Slavery bildas av NF.
- 9 maj – Muntlig tentamen vid studentexamen tillämpas för första gången i Sverige [1].
- 15 maj – En misslyckad militärkupp inträffar i Japan.
- 22 maj – Erling Eidem blir Sveriges nye ärkebiskop efter att Nathan Söderblom dog föregående år [1].
- 23 maj – För att förbättra de svenska bildkonstnärernas dåliga ekonomi bildas den svenska konstnärsföreningen Färg och form i Stockholm med 38-årige Bror Hjorth som ordförande [2]. Bland andra medlemmar finns Albin Amelin, Sven X-et Erixon och Eric Hallström [1].

### Juni
- Juni – Ivar Kreugers motorkryssare tärnan auktioneras ut till Axel Wenner-Gren för 15 000 SEK [6].
- 6 juni – Debutanten Gunnar Ekelöfs Sent på jorden betecknas som den första surrealistiska diktsamlingen i Sverige [4].
- 12 juni – Det albanska fotbollsförbundet blir medlem i Fifa.
- 21 juni – Jack Sharkey, USA besegrar Max Schmeling, Tyskland på poäng i Madison Square Garden under kampen om världsmästartiteln i tungviktsboxning [2].
- 24 juni – Parlamentarism och konstitutionell monarki införs i Thailand genom revolutionen i Siam.

### Juli

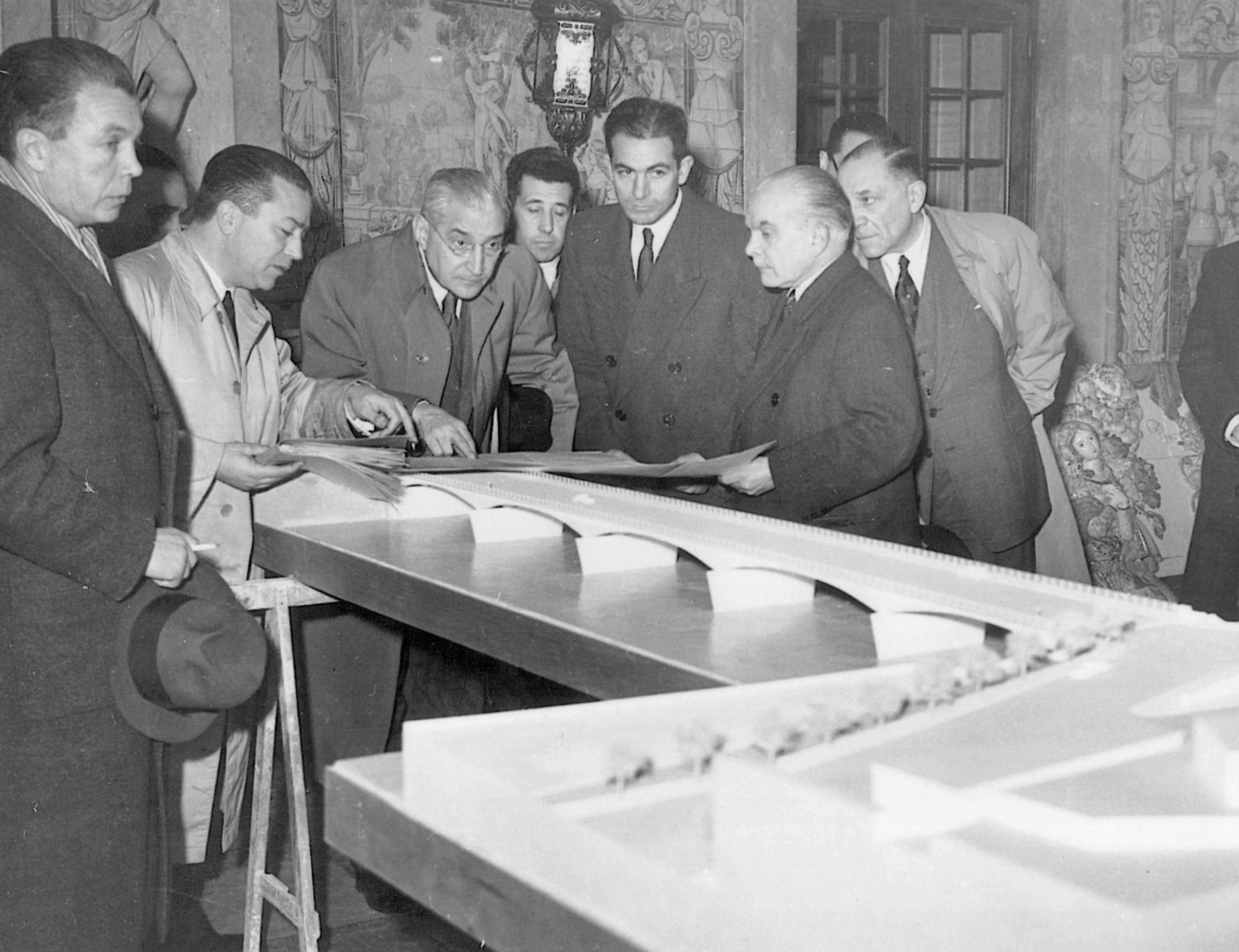
António de Oliveira Salazar

- 5 juli – António de Oliveira Salazar blir fascistisk premiärminister i Portugal för de kommande 36 åren.
- 15 juli – Josephine Baker uppträder på China i Stockholm [4].
- 22 juli – Sveriges statsminister Carl Gustaf Ekman återbetalar 50 000 SEK som han för sitt partis räkning mottagit av Ivar Kreuger [4].
- 24 juli – Statsminister Ekman nekar i pressen till all kännedom om och befattning med den check på 50.000 kronor, som han löst in den 13 februari.

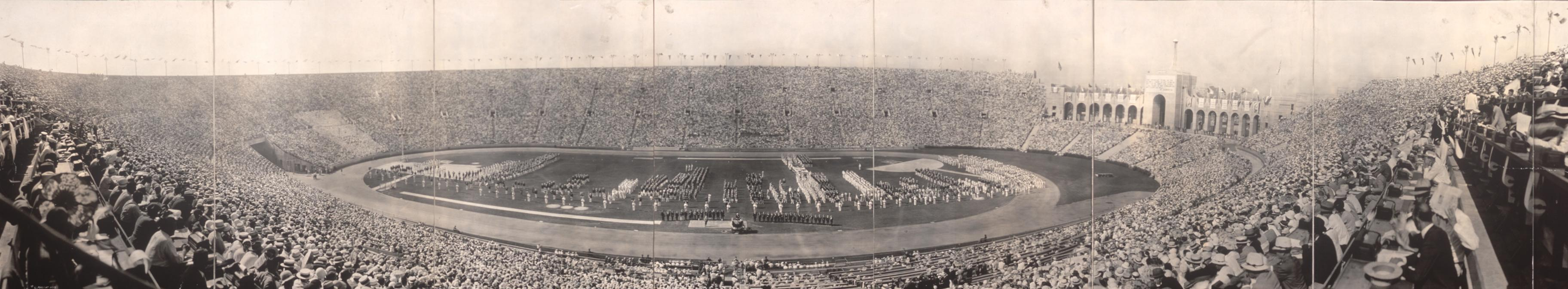
Olympiska sommarspelen i Los Angeles

- 26 juli – 69 personer omkommer då ett segelskolfartyg förliser i storm i Tyskland [7].
- 30 juli – De tionde olympiska sommarspelen invigs i Los Angeles [2]. En uppmärksammad bedrift är svenske brottaren Ivar Johanssons guld vid två olika viktklasser [3]. och pågår till 14 augusti.
- 31 juli – Vid riksdagsval i Tyskland får nazisterna 37,4 % av rösterna, och blir största parti, Adolf Hitler gör anspråk på posten som tysk rikskansler [2]. Valrörelsen präglas av blodiga gatubråk med många dödsoffer [3].

### Augusti
- 5 augusti – Kungen Gustaf V underrättas om Ekmans förehavanden med den andra penningsumman. Ekman erkänner innehavet, men hans rykte är redan för skadat.
- 6 augusti
  - Motorvägen mellan Köln och Bonn invigs som första motorvägen i Tyskland.
  - Första internationella filmfestivalen i Venedig hålls [2].
  - Carl Gustaf Ekman avgår som svensk statsminister (även som partiordförande för Frisinnade folkpartiet) efter avslöjandet om att han tagit emot pengar av Ivar Kreuger [2]. Han skall ha mottagit 50 000 SEK, men nekar först. Han efterträds på båda posterna av handelsminister Felix Hamrin [1].
- 30 augusti – Nazisten Hermann Göring väljs till tyska riksdagens talman [2].

### September
- September – Mängder av Ivar Kreugers ägodelar går på auktion [6].
- September – Föllingemeteoriten upptäcks nära Ottsjön, Jämtland
- 10 september – Tunnelbanelinjen IND Eighth Avenue Subway Line i New York tas i bruk.[8]
- 12 september
  - Tysklands rikspresident Paul von Hindenburg upplöser Tysklands riksdag efter misstroendeomröstning mot tyska regeringen [5].
  - En valdebatt med företrädare för partierna sänds för första gången i svensk radio [4].
- 14 september – Över 100 personer omkommer då ett transportåg med främlingslegionärer spårar ur nära Tlemcen, Algeriet [7]
- 17 september – Det svenska andrakammarvalet blir en framgång för SAP [4], som vinner 14 mandat och har 104 platser i AK medan de borgerliga har 118. Ett krispaket står överst på SAP:s dagordning [1].

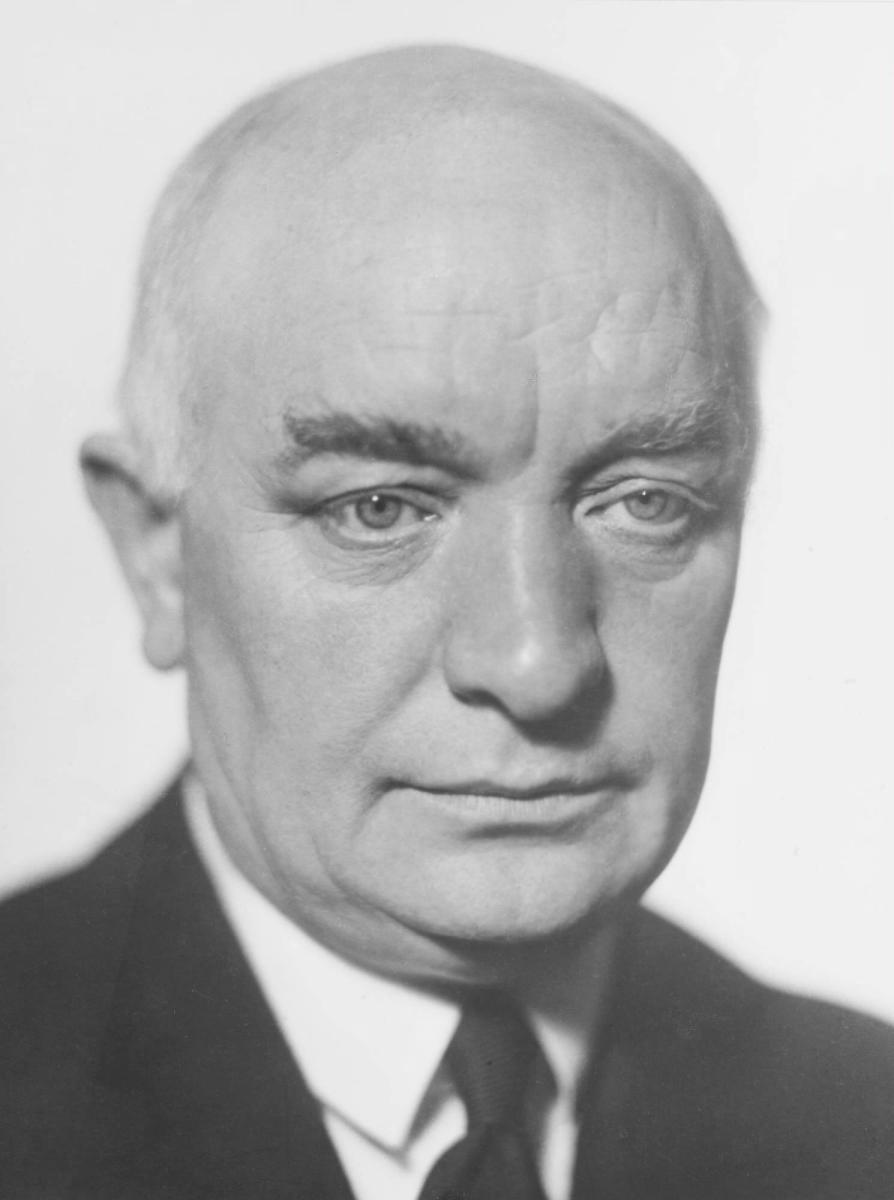
Per Albin Hansson

- 24 september – Per Albin Hansson bildar efter seger i svenska valet en socialdemokratisk regering som börjar bekämpa arbetslösheten med ett åtgärdsprogram [2] i sin minoritetsregering. Felix Hamrin avgår som svensk statsminister.
- 30 september – Bauhaus, högskolan för formgivning i Dessau, Tyskland stänger igen efter nazisternas hatkampanjer [2].

### Oktober
- 9 oktober – Josef Stalin rensar ut 20 motståndare i sovjetiska kommunistpartiet, bland andra Lev Kamenjev och Grigorij Zinovjev från Lenintiden [2].
- 14 oktober – Statistik visar att antalet understödstagare i den svenska fattigvården har ökat dramatiskt under den stora arbetslösheten [4].
- 15 oktober – Fritiof Nilsson Piraten debuterar med Bombi Bitt och jag [4].
- 20 oktober – 26-årige svenske prinsen Gustaf Adolf, svenske kronprinsens äldste son, gifter sig med 24-årige tyska prinsessan Sibylla av Sachsen-Coburg-Gotha i en civil ceremoni.[2]

### November
- 5 – Sonora grundas [9] av Erik Ljungberg och blir det första helsvenska skivbolaget sedan tidigt 1920-tal.

Presidentval i USA.

- 8 november – Demokraten Franklin D. Roosevelt vinner presidentvalet i USA [2] före republikanen Herbert Hoover.
- 10 november – Färjestads BK grundas av några pojkar i Håfströms kiosk i Karlstadsorten Färjestad.
- 17 november  – Franz von Papens regering i Tyskland avgår, och en svår parlamentarisk situation börjar [2].
- 27 november – Second Eastern Women's Congress äger rum i Teheran.

### December
- 3 december – Kurt von Schleicher bildar ny regering i Tyskland [5].
- 10 december – Animerade kortfilmen I jultomtens verkstad producerad av Walt Disney har premiär. I Sverige är filmen mest känd som ett av inslagen i programmet Kalle Anka och hans vänner önskar God Jul som sänds på SVT varje julafton sedan 1960.
- 17 december – Stockholms rådhusrätt dömer Torsten Kreuger, bror till Ivar Kreuger, till tre och ett halvt års straffarbete för bedrägeri mot köpare av obligationer [1].

### Okänt datum
- USA skickar soldater till Kina för att skydda amerikanska intressen under Japans anfall mot Shanghai [10].
- 70 000 personer omkommer vid en jordbävning i Kansu, Kina.[11]
- Ibn Saud skapar staten Saudiarabien genom att slå samman staterna Hijaz och Najd [5].
- Den nya lantbrukshögskolan i Ultuna i Sverige öppnas.
- AB Tempo, ett nytt enhetsprisföretag, grundas av Åhlén & Holm.
- Den svenska "Munckska kåren" upplöses.
- En svensk kommission, Kreugerkommissionen, tillsätts och konstaterar att konkurs för Kreugerkoncernen är oundviklig. Då flera avslöjanden om oegentligheter inom koncernen följer vidtas åtgärder för att lugna allmänheten och förhindra panikreaktioner på finansmarknaden. Många banker, som har lånat ut pengar till Kreugerkoncernen, beviljas statliga pengar för att överleva, framförallt Skandinaviska Banken, som är hårdast drabbad. Många privatpersoner gör stora förluster, men de stora förlorarna är de privata bankfirmorna, av vilka många går omkull.
- Sveriges regering utfärdar amnesti för de tryckfrihetsdömda efter Ådalshändelserna 1931.
- Den svenska polisen omorganiseras och 1908 års reservpolis utökas till statspolis.
- Mjölkreglering införs i Sverige, och sköts av Svenska mejeriernas förening.
- Verkstadsföretagen J. & C.G. Bolinders Mekaniska Verkstad och Munktells Mekaniska Verkstads AB går samman till AB Bolinder-Munktell.
- Nybro stad får stadsprivilegium.
- Ivar Kreugers privata fastigheter, lyxbåtar och konstsamling, auktioneras ut [4].
- Varje svensk medborgare av "arisk ras" kan bli medlem av nationalsocialistiska partiet [4].
- Vilda strejker vid många fabriker i Norrland blir våldsamt. Stenar kastas mot polisen som svarar genom att skjuta.[4].
- Mått-Johanssons passbitar av stål blir världsstandard [12].
- Experiment med de första husvagnsbyggena i Sverige genomförs [13].

## Födda

### Första kvartalet

#### Januari
- 4 januari
  - Carlos Saura, spansk filmregissör och manusförfattare. (död 2023)
  - Clint Hill, amerikansk Secret Service-agent.
- 5 januari
  - Raisa Gorbatjova, hustru till Michail Gorbatjov. (död 1999)
  - Johnny Adams, amerikansk bluessångare. (död 1998)
- 6 januari – Hans Lindgren, svensk skådespelare, manusförfattare och producent. (död 2012)
- 9 januari – John Evert Härd, svensk germanist, professor i tyska vid Uppsala universitet. (död 2011)
- 13 januari – Nils Brandt, finlandssvensk skådespelare. (död 1990)
- 14 januari – Don Garlits, amerikansk dragracingförare.
- 16 januari – Dian Fossey, amerikansk primatolog och etolog. (död 1985)
- 19 januari – William P. Hobby Jr., amerikansk demokratisk politiker.
- 20 januari – Göran Bernhard, svensk skådespelare. (död 1998)
- 24 januari – Henri Nouwen, nederländsk romersk-katolsk präst och författare. (död 1996)
- 26 januari – Coxsone Dodd, jamaicansk reggaeproducent. (död 2004)

#### Februari
- 6 februari
  - Camilo Cienfuegos, kubansk revolutionär. (död 1959)
  - Karin Falck, svensk TV-producent.
  - François Truffaut, fransk regissör. (död 1984)
- 7 februari
  - Gay Talese, amerikansk författare och journalist.
  - Alfred Worden, amerikansk astronaut. (död 2020)
- 8 februari – John Williams, amerikansk filmmusikkompositör.
- 11 februari
  - Margit Carlqvist, svensk skådespelare.
  - Henri Namphy, haitisk general och politiker, president 1986–1988 samt 1988. (död 2018)
  - Ingemar Lagerström, svensk översättare.
- 14 februari – Harriet Andersson, svensk skådespelare.
- 15 februari – Erika Remberg, österrikisk skådespelare. (död 2017)
- 18 februari – Miloš Forman, tjeckisk-amerikansk filmregissör. (död 2018)
- 19 februari
  - Joseph P. Kerwin, amerikansk astronaut.
  - Gerhard Richter, tysk konstnär.
- 22 februari
  - Ted Kennedy, amerikansk politiker. (död 2009)
  - Elsa Prawitz, svensk skådespelare, manusförfattare och musiktextförfattare. (död 2001)
- 23 februari – Majel Barrett, amerikansk skådespelare. (död 2008)
- 24 februari
  - Michel Legrand, fransk populärkompositör. (död 2019)
  - Zell Miller, amerikansk politiker. (död 2018)
- 25 februari – Gunnar Weman, svensk ärkebiskop 1993–1997. (död 2024)
- 26 februari – Johnny Cash, amerikansk country-musiker. (död 2003)
- 27 februari
  - Elizabeth Taylor, amerikansk skådespelare. (död 2011)
  - Åke Wihlney, svensk TV-profil. (död 1985)
- 28 februari – Anders Öhrwall, svensk dirigent. (död 2012)

#### Mars
- 4 mars – Miriam Makeba, sydafrikansk sångare. (död 2008)
- 6 mars
  - Marc Bazin, haitisk politiker, premiärminister och tillförordnad president 1992–1993. (död 2010)
  - Bronisław Geremek, polsk historiker och politiker. (död 2008)
- 12 mars – Andrew Young, amerikansk demokratisk politiker och diplomat, kongressledamot 1973–1977, FN-ambassadör 1977–1979.
- 15 mars – Alan Bean, amerikansk astronaut. (död 2018)
- 16 mars – Walter Cunningham, amerikansk astronaut. (död 2023)
- 18 mars
  - Karl-Erik Hagström, svensk företagsledare, VD för AB Albin Hagström. (död 2010)
  - John Updike, amerikansk författare. (död 2009)
- 21 mars
  - Walter Gilbert, amerikansk biokemist, nobelpristagare 1980.
  - Harvey Mansfield, amerikansk filosof.
- 31 mars – Kerstin Palo, svensk skådespelare.

### Andra kvartalet

#### April
- 1 april – Debbie Reynolds, amerikansk skådespelare och sångare. (död 2016)
- 4 april
  - Anthony Perkins, amerikansk skådespelare. (död 1992)
  - Andrej Tarkovskij, rysk regissör, författare och skådespelare. (död 1986)
- 8 april – József Antall, ungersk politiker, premiärminister 1990–1993. (död 1993)
- 10 april – Omar Sharif, egyptisk skådespelare. (död 2015)
- 11 april – Joel Grey, amerikansk skådespelare och sångare.
- 12 april – Lakshman Kadirgamar, lankesisk politiker, Sri Lankas utrikesminister 1994–2001 och 2004–2005. (död 2005)
- 13 april – Orlando Letelier, chilensk politiker och diplomat. (död 1976)
- 18 april – Öllegård Wellton, svensk skådespelare. (död 1991)
- 25 april – Nikolaj Kardasjev, rysk astrofysiker. (död 2019)
- 26 april
  - Michael Smith, brittisk-kanadensisk kemist, nobelpristagare. (död 2000)
  - Birgitta Stenberg, svensk författare och manusförfattare. (död 2014)
- 27 april – Bert-Åke Varg, svensk skådespelare. (död 2022)
- 28 april – Torbjörn Axelman, svensk skådespelare, regissör, manusförfattare och producent. (död 2023)

#### Maj
- 1 maj – Berndt Egerbladh, svensk jazzmusiker, kompositör och programledare i TV. (död 2004)
- 7 maj – Pete Domenici, amerikansk republikansk politiker, senator 1973–2009. (död 2017)
- 8 maj – Sonny Liston, amerikansk boxare. (död 1970)
- 16 maj – Meg Westergren, svensk skådespelare.
- 19 maj – Alma Cogan, engelsk popsångare. (död 1966)
- 29 maj – Jan Malmsjö, svensk skådespelare och sångare [4].
- 31 maj – Margaretha Löwler, svensk skådespelare.

#### Juni
- 4 juni – John Drew Barrymore, amerikansk skådespelare. (död 2004)
- 6 juni – David Scott, amerikansk astronaut.
- 10 juni – J. Bennett Johnston, amerikansk demokratisk politiker, senator 1972–1997. (död 2025)
- 11 juni – Gerd Andersson, svensk balettdansör och skådespelare.
- 12 juni – Jan Sandquist, svensk TV-reporter.
- 19 juni – Pier Angeli, italiensk skådespelare. (död 1971)
- 21 juni – Lalo Schifrin, argentinsk pianist, kompositör och dirigent.
- 22 juni
  - Bengt Forslund, svensk producent, regissör och författare.
  - Amrish Puri, indisk skådespelare. (död 2005)
  - Prunella Scales, brittisk skådespelare.
  - Soraya Esfandiary – persisk exdrottning. (död 2001)
- 28 juni – Pat Morita, japansk-amerikansk skådespelare. (död 2005)
- 29 juni – Ingvar S. Melin, finländsk politiker, försvarsminister 1975–1976. (död 2011)
- 30 juni – Mongo Beti, kamerunsk författare. (död 2001)

### Tredje kvartalet

#### Juli
- 2 juli – Esko Almgren, finländsk politiker.
- 9 juli – Donald Rumsfeld, amerikansk republikansk politiker, försvarsminister 1975–1977 samt 2001–2006. (död 2021)
- 12 juli – Ursula Richter, svensk radioproducent och programledare. (död 2007)
- 13 juli – Arvo Aalto, finländsk kommunistisk politiker. (död 2025)
- 16 juli – Dick Thornburgh, amerikansk republikansk politiker, USA:s justitieminister 1988–1991. (död 2020)
- 17 juli – Quino, egentligen Joaquín Salvador Lavado, argentinsk serieskapare. (död 2020)
- 19 juli – Jan Lindblad, svensk naturfilmare och författare[4]. (död 1987)
- 20 juli
  - Nam June Paik, koreansk-amerikansk konstnär. (död 2006)
  - Otto Schily, tysk politiker och jurist.
  - Sonja Westerbergh, svensk skådespelare. (död 2018)
- 22 juli – Oscar de la Renta, dominikansk-amerikansk modedesigner. (död 2014)
- 25 juli
  - Bengt Göransson, svensk socialdemokratisk politiker, Sveriges utbildningsminister 1989–1991. (död 2021)
  - Paul J. Weitz, amerikansk astronaut. (död 2017)
- 29 juli
  - Jaakko Sievänen, finländsk målare. (död 2013)
  - Katarina Taikon, svensk författare. (död 1995)
- 31 juli
  - Ted Cassidy, amerikansk skådespelare. (död 1979)
  - Johann Georg av Hohenzollern-Sigmaringen, tysk prins och make till prinsessan Birgitta. (död 2016)
  - Pelle Petterson, svensk seglare och formgivare.

#### Augusti
- 2 augusti – Peter O'Toole, irländsk-brittisk skådespelare. (död 2013)
- 3 augusti – Gunwer Bergkvist, svensk skådespelare.
- 7 augusti – Rien Poortvliet, nederländsk konstnär. (död 1995)
- 8 augusti – John Culver, amerikansk demokratisk politiker, senator 1975–1981. (död 2018)
- 9 augusti – Tam Dalyell, brittisk parlamentsledamot för Labour från 1962. (död 2017)
- 12 augusti – Sirikit, thailändsk drottning.
- 17 augusti
  - Karl-Axel Björnberg, svensk författare, guide och underhållare.
  - Leslie Manigat, president i Haiti 1988. (död 2014)
  - V.S. Naipaul, trinidad-brittisk författare, nobelpristagare. (död 2018)
- 19 augusti – Thomas P. Salmon, amerikansk demokratisk politiker, guvernör i Vermont 1973–1977. (död 2025)
- 22 augusti – Gerald P. Carr, amerikansk astronaut. (död 2020)
- 26 augusti
  - Joe Engle, amerikansk astronaut. (död 2024)
  - Olov Svedelid, svensk författare. (död 2008)
- 27 augusti – François Bronett, svensk cirkusdirektör. (död 1994)

#### September
- 1 september – Bengt Hallberg, svensk jazzpianist. (död 2013)
- 7 september – Rolf Holmström, svensk fotbollsspelare. (död 2012)
- 8 september – Patsy Cline, amerikansk countrysångare. (död 1963)
- 11 september
  - Sven-Axel Carlsson, svensk skådespelare och filmproducent. (död 1971)
  - Jan-Erik Wikström, svensk politiker, riksdagsledamot för Folkpartiet 1970–1973 och 1976–1992. (död 2024)
- 18 september – Luis Ayala, chilensk tennisspelare. (död 2024)
- 22 september
  - Ingemar Johansson, svensk boxare, tungviktsvärldsmästare.[4] (död 2009)
  - Algirdas Brazauskas, litauisk politiker, president 1993–1998. (död 2010)
- 24 september – Svetlana Beriosova, litauisk ballerina. (död 1998)
- 25 september – Glenn Gould, kanadensisk pianist. (död 1982)
- 26 september – Manmohan Singh, indisk politiker, Indiens regeringschef 2004–2014. (död 2024)
- 28 september – Víctor Jara, chilensk visdiktare och sångare. (död 1973)
- 29 september – Robert Benton, amerikansk regissör och manusförfattare.

### Fjärde kvartalet

#### Oktober
- 3 oktober – Johannes Bergh, norsk jazzhistoriker, musikproducent och journalist.
- 4 oktober – Stan Dragoti, amerikansk regissör. (död 2018)
- 12 oktober – Jake Garn, amerikansk republikansk politiker, senator 1974–1993.
- 13 oktober – Dušan Makavejev, serbisk regissör och manusförfattare. (död 2019)
- 16 oktober – Detlev Karsten Rohwedder, tysk företagsledare och politiker. (död 1991)
- 17 oktober – Paul Anderson, amerikansk tyngdlyftare. (död 1994)
- 18 oktober – Vytautas Landsbergis, litauisk president 1990–1993.
- 21 oktober – R.J. Rummel, amerikansk statsvetare. (död 2014)
- 24 oktober – Evert Sandin, svensk dragspelare. (död 2015)
- 27 oktober
  - Jean-Pierre Cassel, fransk skådespelare. (död 2007)
  - Sylvia Plath, amerikansk poet. (död 1963)
- 28 oktober – Suzy Parker, amerikansk fotomodell och skådespelare. (död 2003)

#### November
- 1 november – Francis Arinze, nigeriansk romersk-katolsk ärkebiskop och kardinal.
- 7 november – Ann-Marie Gyllenspetz, svensk skådespelare. (död 1999)
- 10 november – Roy Scheider, amerikansk skådespelare. (död 2008)
- 15 november
  - Petula Clark, brittisk sångare och skådespelare.
  - Alvin Plantinga, amerikansk filosof.
- 20 november – Lucy Marlow, amerikansk skådespelare. (död 2018)
- 23 november
  - Renato Raffaele Martino, italiensk kardinal. (död 2024)
  - Bernt Callenbo, svensk skådespelare, regissör och manusförfattare. (död 2011)
- 25 november – Leif Forstenberg, svensk skådespelare. (död 2002)
- 27 november – Benigno Aquino, filippinsk politiker. (död 1983)
- 29 november
  - Jacques Chirac, fransk politiker, Frankrikes president 1995–2007. (död 2019)
  - Moltas Erikson, svensk radioprofil. (död 1988)

#### December
- 3 december – Corry Brokken, nederländsk sångerska och skådespelare. (död 2016)
- 5 december – Little Richard, amerikansk rock-and-roll-musiker. (död 2020)
- 9 december – Don King, amerikansk boxningspromotor.
- 17 december – Bill Nilsson, svensk motocrossförare. (död 2013)
- 18 december – Tony Williamson, brittisk manusförfattare. (död 1991)
- 20 december – Christina Lundquist, svensk skådespelare. (död 2001)
- 24 december – Ian Wachtmeister, svensk industriman och politiker, partiledare för partiet Ny demokrati[4]. (död 2017)
- 31 december – Sune Mangs, finlandssvensk sångare och skådespelare. (död 1994)

## Avlidna

### Första kvartalet

#### Januari
- 7 januari – André Maginot, 54, fransk politiker.

#### Februari
- 10 februari – Edgar Wallace, 56, brittisk författare.
- 21 februari – Erik Dan Bergman, 63, svensk journalist och författare.

#### Mars
- 6 mars – John Philip Sousa, 77, amerikansk kompositör och dirigent av marschmusik.
- 7 mars – Aristide Briand, 69, fransk politiker.
- 7 mars – Hjalmar von Sydow, 69, svensk politiker (mördad).
- 12 mars
  - Charles Gide, 84, fransk nationalekonom.
  - Ivar Kreuger, 52, svensk ingenjör och finansman (mord eller självmord) [4].
- 14 mars – George Eastman, 77, amerikansk uppfinnare.
- 28 mars – Leslie M. Shaw, 83, amerikansk republikansk politiker, USA:s finansminister 1902–1907.

### Andra kvartalet

#### April
- 4 april – Wilhelm Ostwald, 73, tysk fysiker och kemist, nobelpristagare i kemi.
- 18 april – William J. Harris, 64, amerikansk demokratisk politiker, senator 1919–1932.
- 20 april – Giuseppe Peano, 73, italiensk matematiker.
- 22 april – Augusta Jansson, 72, svensk företagare, känd för sina karameller.

#### Maj
- 7 maj – Paul Doumer, 75, fransk politiker, Frankrikes president sedan 1931 (mördad).
- 15 maj – Tsuyoshi Inukai, 76, japansk politiker, Japans premiärminister sedan 1931 (mördad).
- 25 maj – Franz von Hipper, 68, tysk amiral.

#### Juni
- 12 juni – Horace Chilton, 78, amerikansk demokratisk politiker, senator 1891–1892 och 1895–1901.
- 13 juni – William C. Redfield, 73, amerikansk demokratisk politiker, handelsminister 1913–1919.
- 16 juni – Frederik van Eeden, 72, nederländsk författare.

### Tredje kvartalet

#### Juli
- 2 juli – Märta Petrini, 65, svensk operasångare.
- 10 juli – John Börjeson, 77, svensk lektor.
- 22 juli – Errico Malatesta, 78, italiensk anarkist och revolutionär.
- 26 juli – Fred Duesenberg, 55, amerikansk racerförare och bildesigner, grundare av bilmärket Duesenberg.

#### Augusti
- 16 augusti – Karl Fazer, 66, finländsk bagare och företagsledare.
- 19 augusti – Louis Anquetin, 71, fransk målare.

#### September
- 2 september – Johan August Gustafsson, 80, träskulptör, även kallad JAG.
- 7 september – Ernst Nevanlinna, 59, finländsk nationalekonom och politiker.
- 21 september – Olof Hammarsten, 91, svensk professor i medicinsk och fysiologisk kemi.
- 23 september – Jules Chéret, 96, fransk konstnär.
- 27 september – John Sharp Williams, 78, amerikansk demokratisk politiker.

### Fjärde kvartalet

#### Oktober
- 11 oktober – William Alden Smith, 73, amerikansk republikansk politiker, senator 1907–1919.
- 19 oktober – Nils Sonesson, 70, svensk politiker, borgmästare i Söderhamn.
- 29 oktober – Joseph Babinski, 74, fransk neurolog.

#### November
- 17 november – Aleksander Federley, 68, finländsk konstnär.

#### December
- 15 december – William W. Stickney, 79, amerikansk republikansk politiker, guvernör i Vermont 1900–1902.
- 25 december – Ernst Rolf, 41, svensk revyartist och teaterdirektör (lunginflammation efter att ha hoppat i sjön vid sitt sommarställe [4] Mölna gård på södra Lidingö)[14].

## Nobelpris[15]
- Fysik – Werner Heisenberg, Tyskland
- Kemi – Irving Langmuir, USA
- Medicin
  - Sir Charles Sherrington, Storbritannien
  - Edgar Adrian, Storbritannien
- Litteratur – John Galsworthy, Storbritannien
- Fred – Inget pris utdelades

### Fotnoter
1. 1 2 3 4 5 6 7 8 9  Sverige 1900-talet – 1932, NE, Bra Böcker, 2000
2. 1 2 3 4 5 6 7 8 9 10 11 12 13 14 15 16 17 18 19 20 21  20:e århundrades När Var Hur – 1932, Bernt Himmelstedt, Forum, 1999
3. 1 2 3 4 5  100 år med Aftonbladet – 1932, 1999
4. 1 2 3 4 5 6 7 8 9 10 11 12 13 14 15 16 17 18  Hundra år i Sverige – 1932, Hans Dahlberg, Albert Bonniers, 1999
5. 1 2 3 4 5  Faktakalendern 2000 – 1932 (Utlandet) , Semic, 1999
6. 1 2  75 år Sverige, Carl-Adam Nycop, Bokförlaget Bra böcker, 1976, sidan 95 – Kreugers tvalor klubbade för 636.238 kr
7. 1 2  Faktakalendern 1996, Semic, 1995
8. ↑  ”mta.info | Facts and Figures”. Arkiverad från originalet den 19 oktober 2002. https://web.archive.org/web/20021019203759/http://www.mta.info/nyct/facts/ffhist.htm.
9. ↑  Sverige 1900-talet – Från skillingtryck till miljardindustri, NE, Bra Böcker, 2000
10. ↑  ”USA:s militära insatser i utlandet”. Arkiverad från originalet den 12 oktober 2011. https://www.webcitation.org/62NCLaa95?url=http://www.history.navy.mil/library/online/forces.htm.
11. ↑  Faktakalendern 2006, Semic, 2005
12. ↑  Sverige 1900-talet – Från kullager till IT på ett sekel, NE, Bra Böcker, 2000
13. ↑  Sverige 1900-talet – När Sverige tog semester, NE, Bra Böcker, 2000
14. ↑  75 år Sverige, Carl-Adam Nycop, Bokförlaget Bra böcker, 1976, sidan 96 – Rolf dör på juldagen
15. ↑  ”Nobelpriset”. https://www.nobelprize.org/prizes/lists/all-nobel-prizes/. Läst 10 april 2011.